# Peridoto

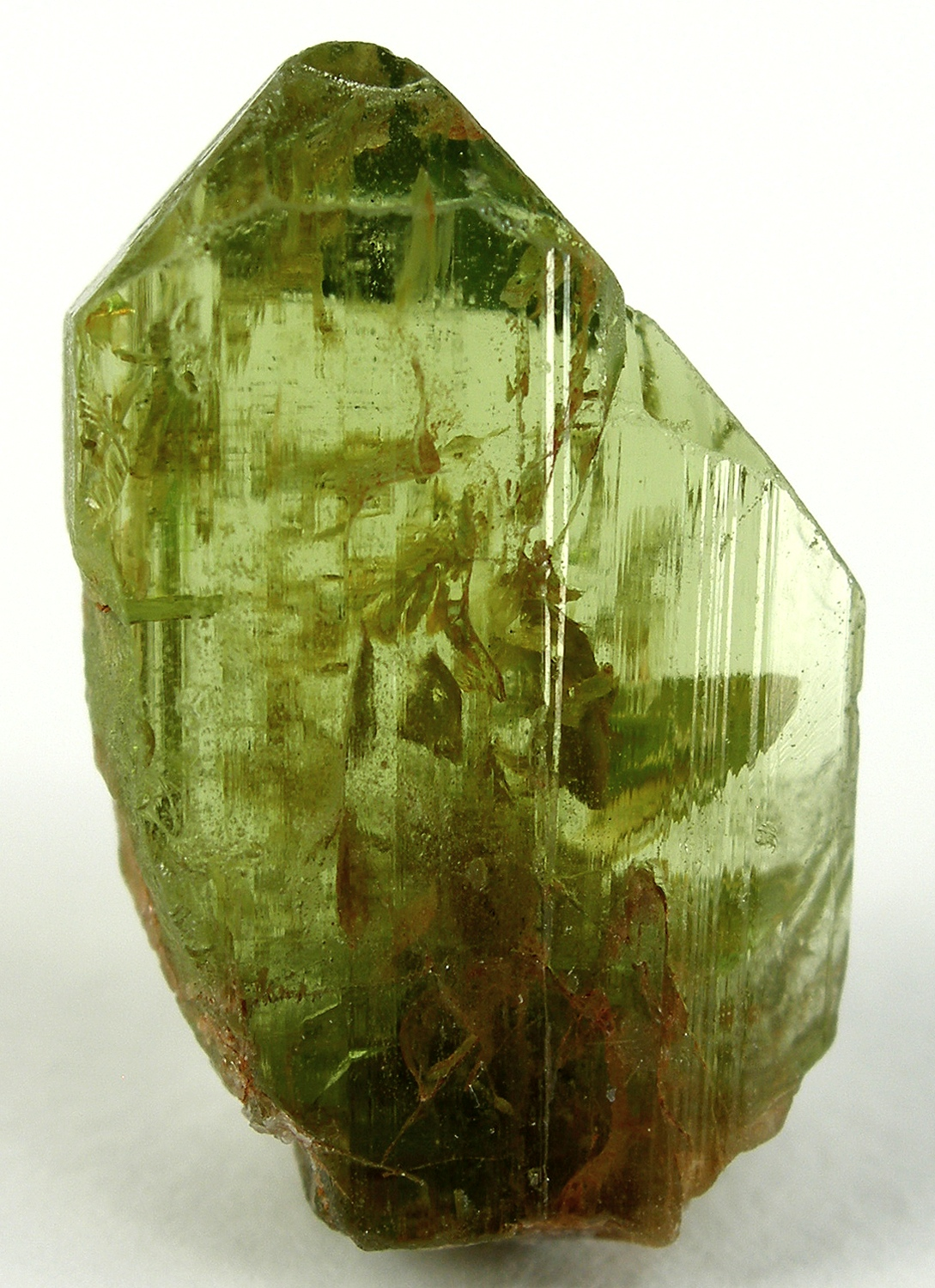
Peridoto em bruto.

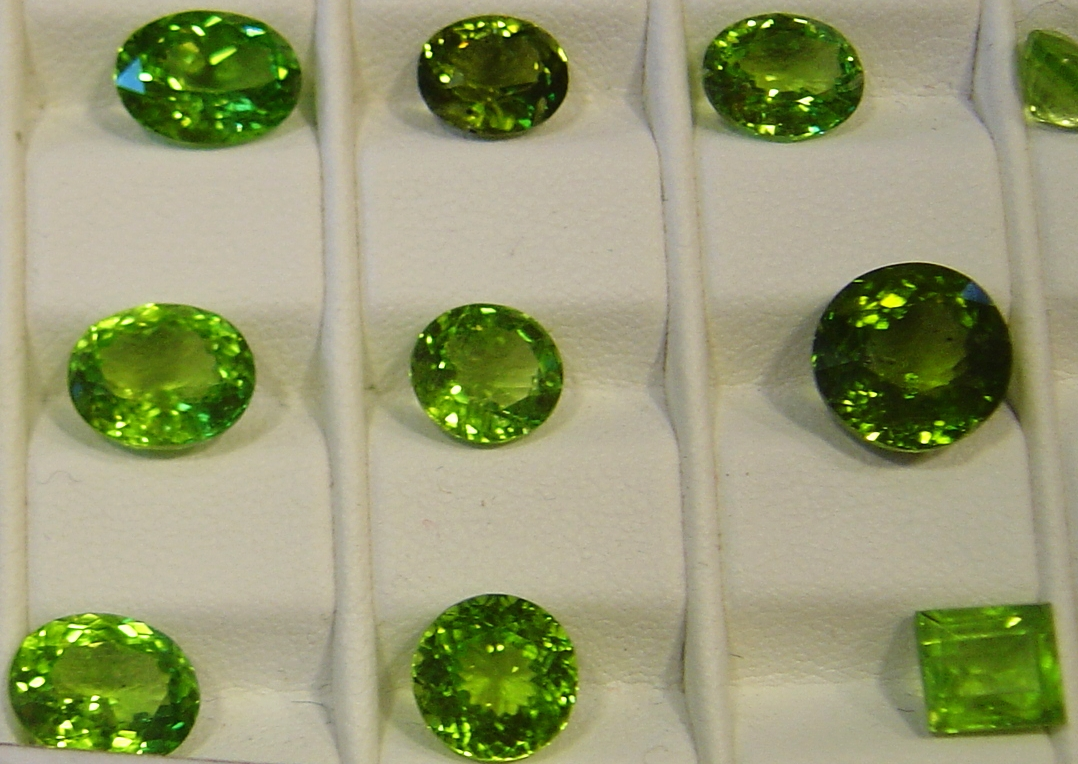
Peridotos lapidados.

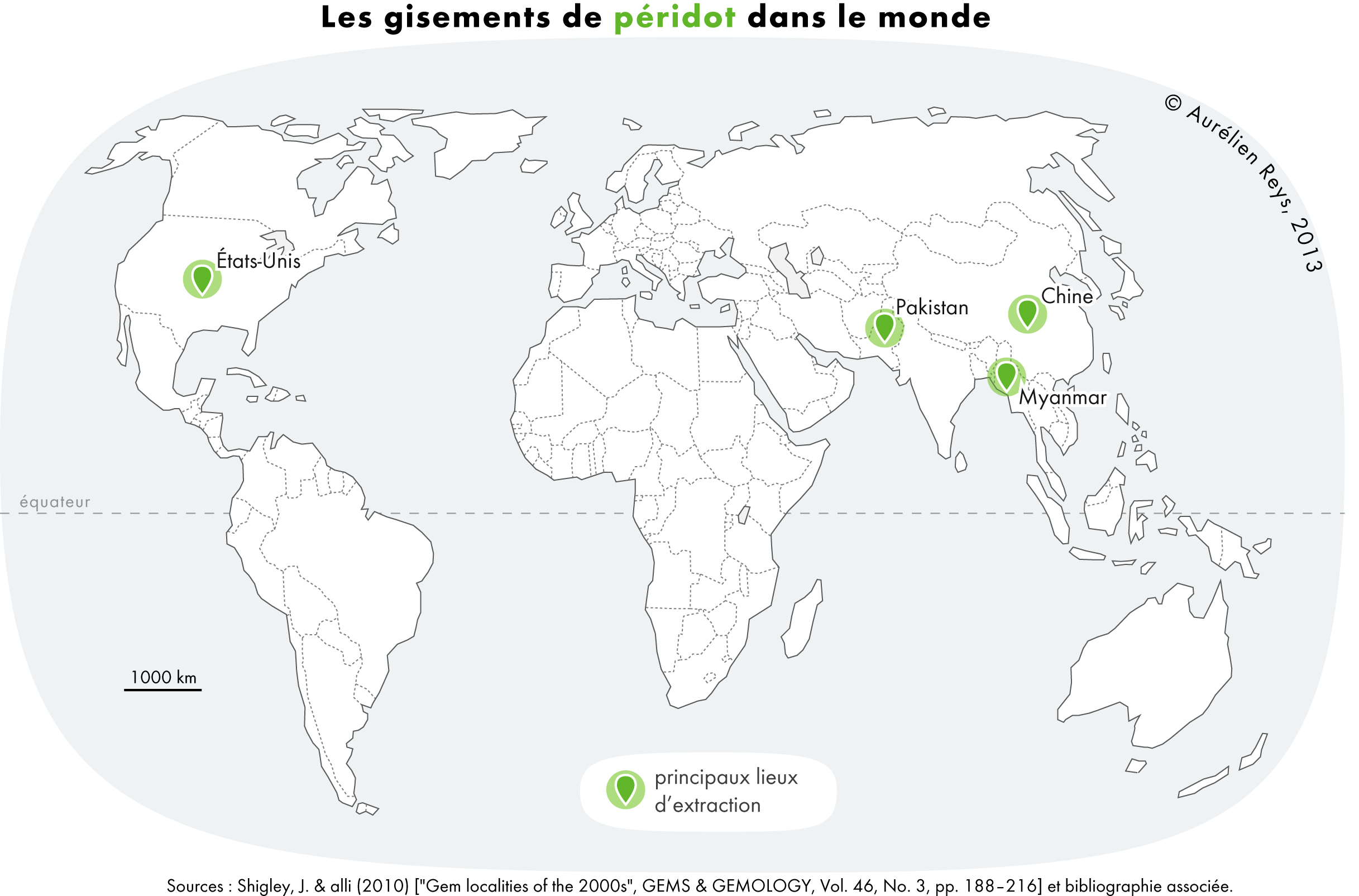
Mapa dos principais países produtores no mundo

Peridoto, crisólita ou crisólito é uma variedade de forsterite, uma das formas da olivina, utilizada em ourivesaria como gema. É geralmente verde-esmeralda ou verde-claro, podendo contudo, apresentar variantes de coloração amarelo-esverdeado, verde-acastanhado ou castanho.

## Descrição
Os cristais de peridoto são explorados pelo menos desde o início do primeiro milénio a.C. na pequena ilha de 
Zabargad, situada no Mar Vermelho, nas imediações da península de Ras Banas. A ilha teve o nome de Topazos, e os cruzados dedicaram-na São João (de onde o nome de São João que por vezes lhe é atribuído), mas ignoraram as suas riquezas minerais, um segredo durante muito tempo bem guardados dos estrangeiros. O jazigo de peridoto de Zabargad é historicamente o mais celebre e o mais importante. A exploração encontra-se actualmente abandonada.
São apontadas duas origens etimológicas diferentes para o vocábulo peridoto: a palavra árabe faridat, "pedra preciosa", "pérola"; ou, por metátese, da palavra latina paederos, derivada do grego Παιδέρως, composto de παιδός "jovem rapaz" e έρως, "amor". Plínio, o Velho escreveu que o "paedéros" se encontra […] à cabeça de pedras brancas […] e transformou-se, por privilégio, sinónimo de beleza […] porque reune a transparência do ao verde particular do ar.
Um sinónimo de peridoto frequentemente usado em joalharia é crisólito ou crisólita.
As minas de San Carlos, próximas ao rio Gila, no Arizona (Estados Unidos), são actualmente o principal produtor de peridoto.

## Galeria

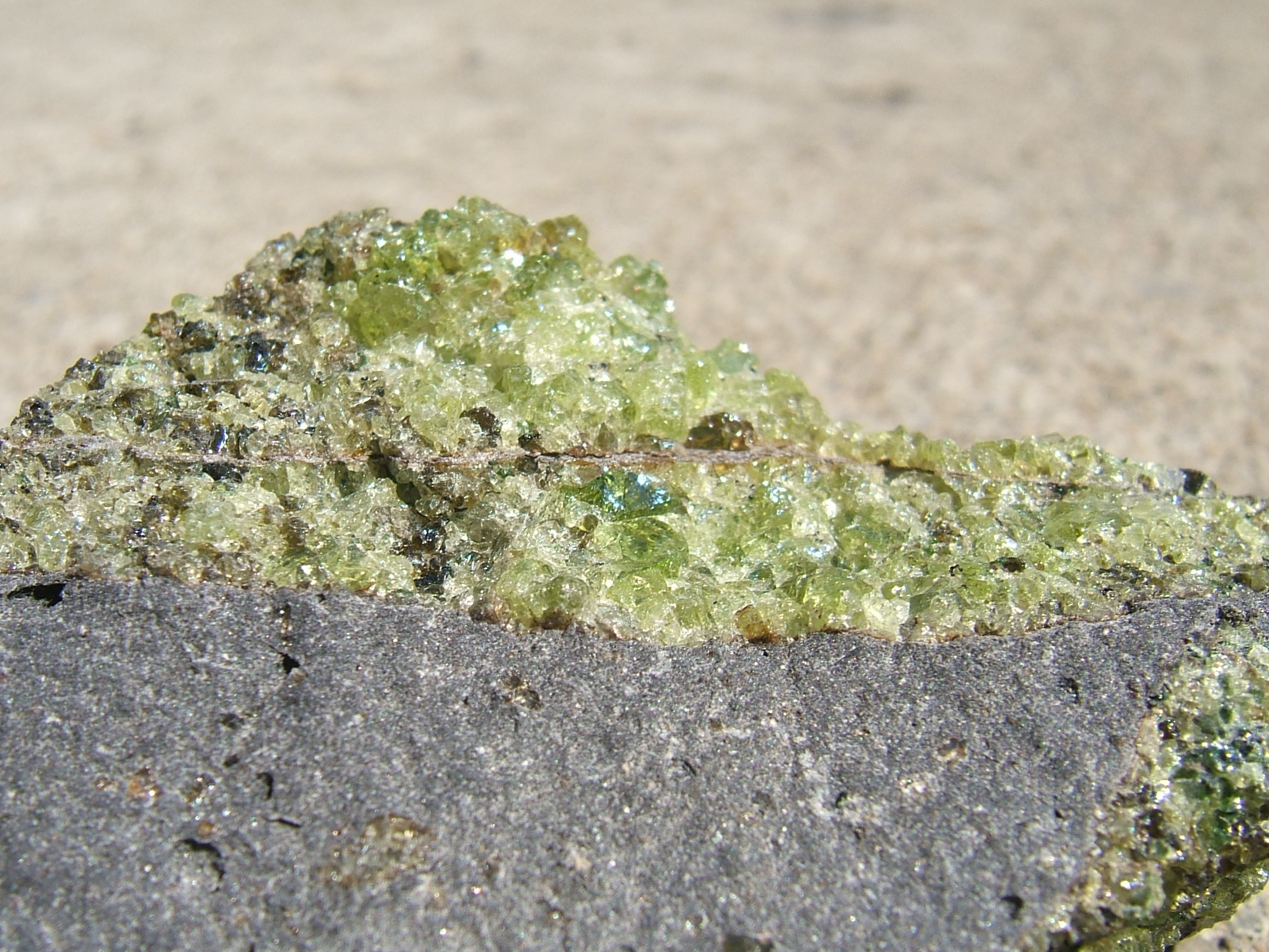
Peridoto e piroxenas e basalto vesicular (campo de visão = 35 mm).
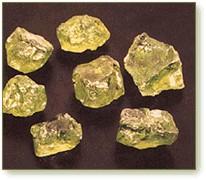
Peridoto das minas da reserva apache de San Carlos, Arizona.
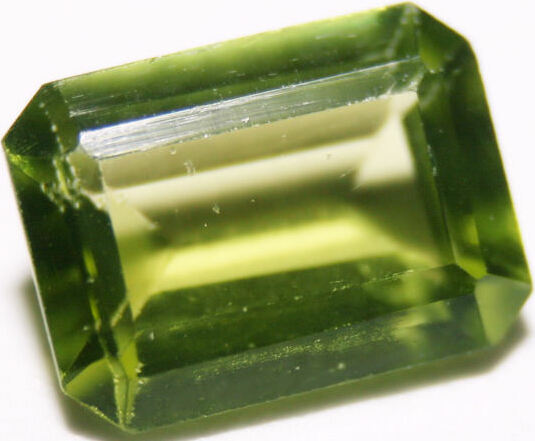
Peridoto verde (a variedade mais apreciada).
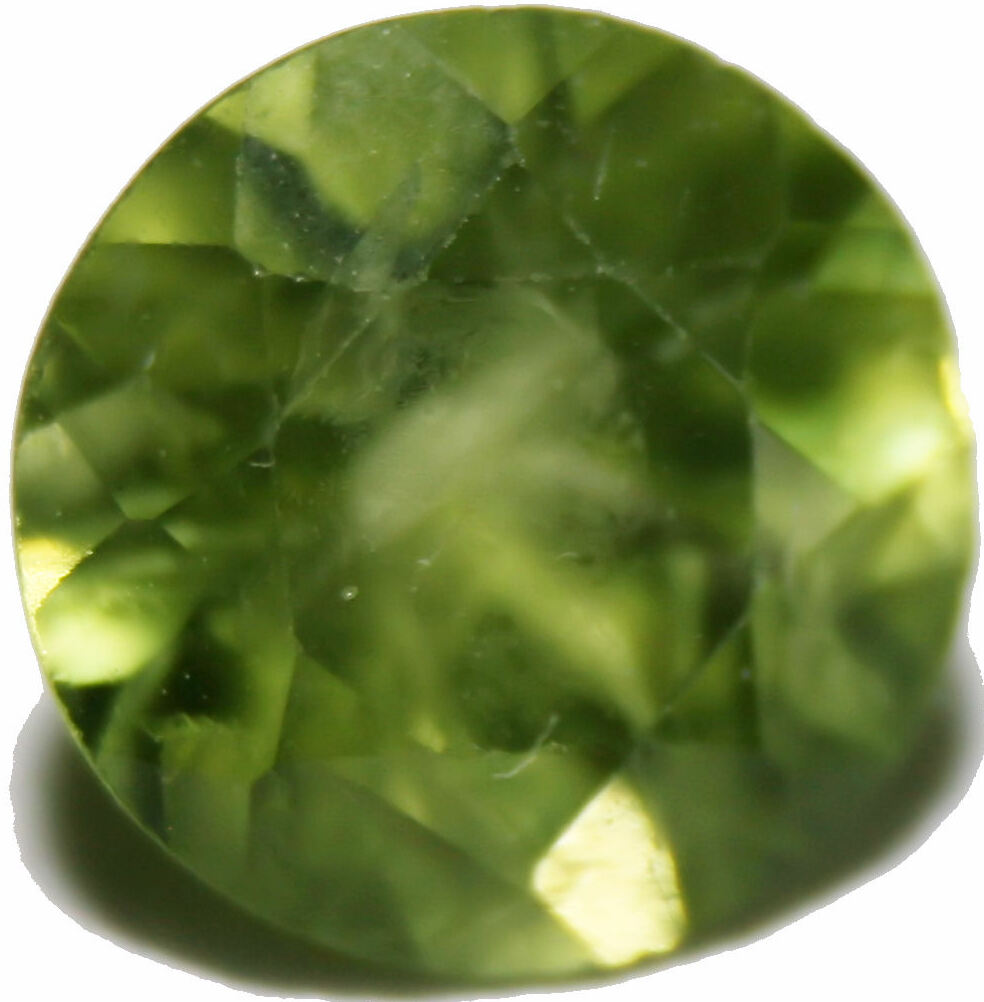
Peridoto com inclusões leitosas.